# Comuna Drabivți, Zolotonoșa
Drabivți (în ucraineană Драбівці) este o comună în raionul Zolotonoșa, regiunea Cerkasî, Ucraina, formată din satele Drabivți (reședința), Markizivka și Senkivți.

## Demografie
Componența lingvistică a comunei Drabivți
     Ucraineană (98,28%)
     Rusă (1,37%)
     Alte limbi (0,26%)
Conform recensământului din 2001, majoritatea populației comunei Drabivți era vorbitoare de ucraineană (98,28%), existând în minoritate și vorbitori de rusă (1,37%).